# 李佩潔
李佩潔（1988年8月29日—），綽號二伯、小潔，是出生於雲林縣北港鎮的YouTuber，現任電商「波波貴媽咪有限公司」董事長，丈夫是蔡阿嘎，育有兩個兒子蔡桃貴與蔡波能。

## 經歷
- 讀大學期間，曾在前立委張花冠的競選總部打工，因外表甜美，曾在網路爆紅[3]。
- 大學畢業後，曾在電信業工作，後來轉換跑道跑去澳洲打工[4]。
- 2016年12月31日與國中初戀男友蔡阿嘎結婚[1]。
- 2018年1月22日宣布懷孕第一胎，在同年7月21日生下兒子蔡桃貴[5]。
- 2019年10月9日宣布懷孕第二胎，在隔年生下兒子蔡波能[6]。
- 2021年7月21日宣布創立個人品牌《HAHABABY -ははベビー》[7]。

## 榮譽
| 年份 | 項目                   | 分項                   | 主辦單位            | 榮譽   | 備註   |
| ---- | ---------------------- | ---------------------- | ------------------- | ------ | ------ |
| 2020 | 網路票選台灣最正女藝人 | 網路票選台灣最正女藝人 | 蔡阿嘎              | 第2名  | [ 8 ]  |
| 2020 | 100⼤影響力網紅        | 100⼤影響力網紅        | 數位時代、KOL Radar | 第96名 | [ 9 ]  |
| 2020 | 100⼤人氣網紅          | 人氣總榜               | 數位時代、KOL Radar | 第5名  | [ 10 ] |
| 2020 | 100⼤人氣網紅          | 生活類                 | 數位時代、KOL Radar | 第1名  | [ 11 ] |
| 2021 | 100⼤影響力網紅        | 100⼤影響力網紅        | 數位時代、KOL Radar | 第38名 | [ 12 ] |
| 2022 | 2022台灣百大網紅       | 家庭母嬰               | i-Buzz              | 第1名  | [ 13 ] |

## 備註
1. ↑  「二伯」臺語發音與「李佩」相似，此外號為其夫蔡阿嘎所取。
2. ↑  品牌名「Hahababy」。

## 外部連結
- YouTube上的蔡桃貴 蔡阿嘎二伯's Family頻道
- YouTube上的嘎嫂二伯&蔡波能's Daily頻道
- HAHABABY -ははベビー - 官方網站 （页面存档备份，存于）